# Macrozamia pauli-guilielmi
Macrozamia pauli-guilielmi W.Hill & F.Muell., 1859 è una pianta appartenente alla famiglia delle Zamiaceae, endemica dell'Australia.

## Descrizione
È una cicade con fusto sotterraneo o al più sporgente dal terreno per 10-15 cm, ovoidale, del diametro di 10-25 cm.
Le foglie, da 2 a 10, pennate, lunghe 60-110 cm, disposte a corona all'apice del fusto, dapprima erette, poi ricadenti e ripiegate su sé stesse, hanno un aspetto piumoso; sono densamente tomentose alla base e sono rette da un picciolo lungo 5-1 cm; ogni foglia è composta da 70-100 paia di foglioline lanceolate, con margine intero, lunghe mediamente 15-30 cm, di colore scuro, con un callo di colore bianco crema nel punto di inserzione sul rachide.
È una specie dioica con esemplari maschili con 1-3 coni di forma anch'essi cilindriga, lunghi 8-25 cm, e larghi 4-6 cm, di colore verde limone ed esemplari femminili che presentano coni terminali solitari di forma cilindrica, lunghi 10-25 cm e larghi 7-9 cm, di colore verde glauco.
I semi sono grossolanamente ovoidali, lunghi 20-24 mm, ricoperti da un tegumento di colore rosso arancio a maturità.

## Distribuzione e habitat
La specie è diffusa nella parte meridionale del Queensland (Australia) e sull'isola di Fraser. Cresce su suoli sabbiosi, da 5 a 25 m s.l.m..

## Conservazione
Per la ristrettezza del suo areale e la esiguità della popolazione (stimata in circa 2500 esemplari), la IUCN Red List classifica M. pauli-guilielmi come specie in pericolo di estinzione (Endangered). Parte del suo areale è protetto all'interno del Great Sandy National Park.

La specie è inserita nella Appendice II della Convention on International Trade of Endangered Species (CITES).